# 浦安の舞
浦安の舞（うらやすのまい）は、神楽（巫女神楽）の一つ。近代に作られた神楽である。

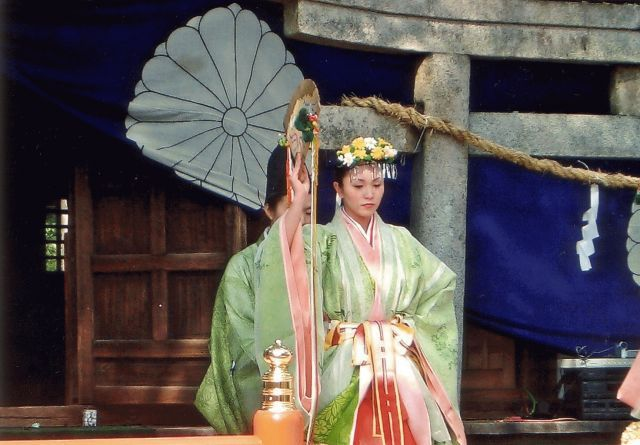
扇舞（本装束）

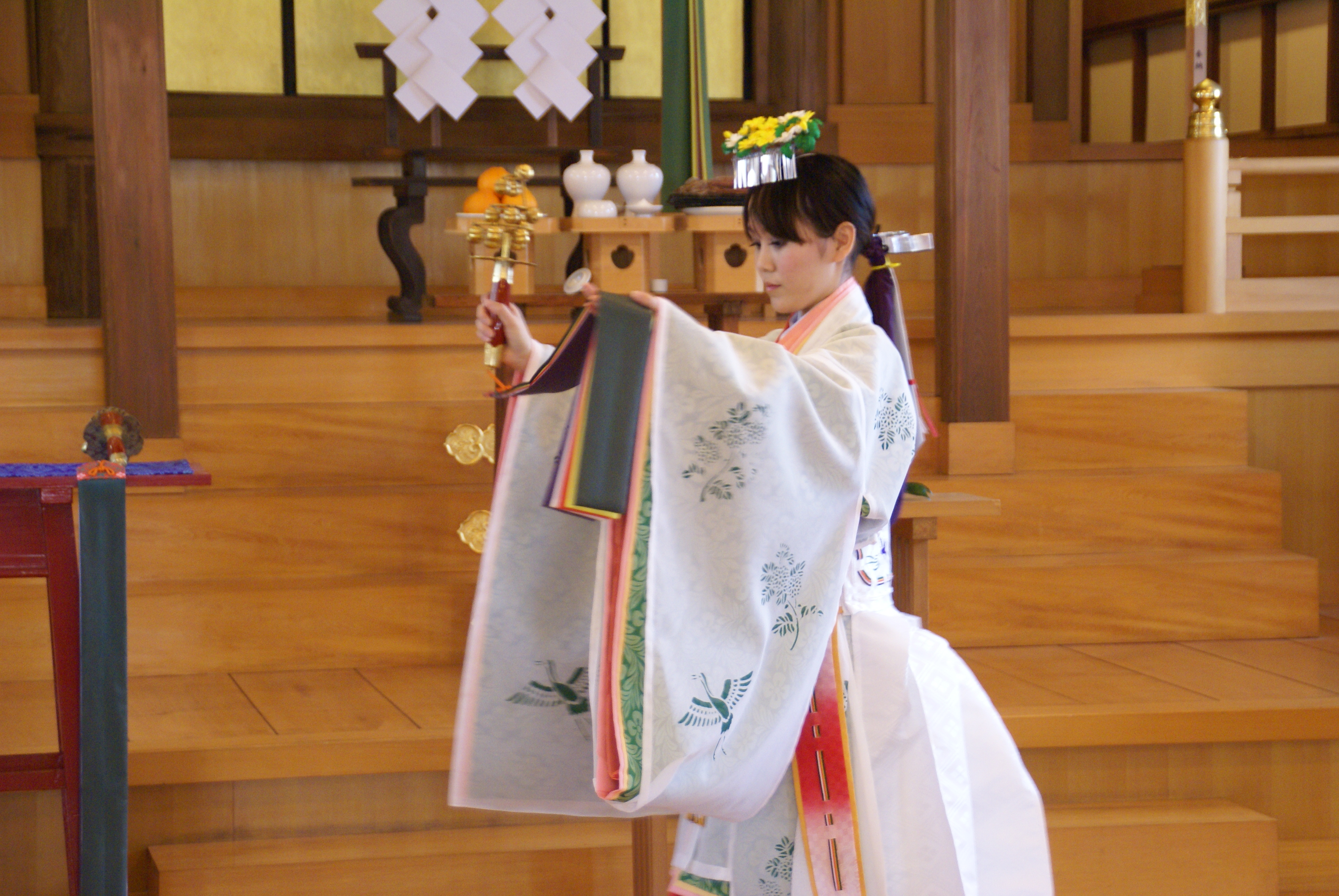
鈴舞（本装束）

## 概要
1940年（昭和15年）11月10日に開かれる「皇紀二千六百年奉祝会」に合わせ、全国の神社で奉祝臨時祭を行うに当たり、祭典中に奉奏する神楽舞を新たに作ることが立案され、当時の宮内省楽部の楽長である多忠朝が国風歌舞や全国神社に伝わる神楽舞を下地に作曲作舞した神楽舞である。
1933年（昭和8年）の昭和天皇御製
天地（あめつち）の神にぞ祈る朝なぎの海のごとくに波たたぬ世を
が神楽の歌詞となっている。
皇紀二千六百年奉祝臨時祭に合わせて奉奏するために、日本全国で講習会が開かれ、海外鎮座の神社でも奉奏されるべく朝鮮・台湾などの外地へも講師が派遣された。奉祝会当日午前10時には全国一斉に奉奏された。以降、各神社で舞われるようになり、現在に至っている。
明治以降整備されてきた神社祭祀制度には、女性による奉仕に関する規定が無かったが、舞の制定により女性が神社に奉仕する機会が作られた。また、全国規模の講習会と奉奏の徹底は、神社における神楽舞の普及に大きく貢献した。
なお、浦安の舞などの近代に作られた神楽は、国風歌舞や舞楽、神楽舞を下地に創作されたものであり、広義では雅楽の延長としても捉えられているが、神社祭祀に特化した新たな創作神楽であることから、狭義では雅楽と明確に区分される。特に作曲・作舞した多忠朝は、日本神話を根拠とする神楽舞の重要性、日本文化に於ける神楽の独自性を主張している。
東京ディズニーリゾートの所在地として知られる千葉県浦安市舞浜地区の地名の由来にもなっている。

## 構成
浦安の舞は舞姫（巫女）によって一人舞、二人舞、四人舞で舞われる女舞である。正式は四人舞である。舞は前半の扇舞と後半の鈴舞とがある。

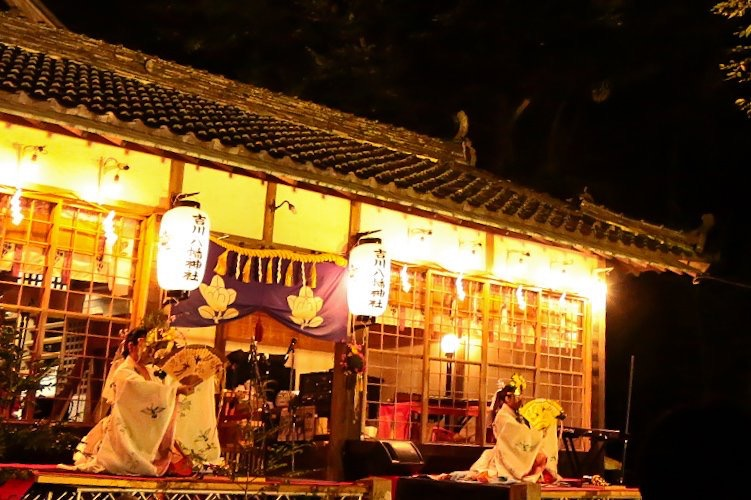
二人舞

### 「浦安」の語義
「うら」は心を指す古語であり、「うらやす」で心中の平穏を表す語であるとされる。また、『日本書紀』に「昔伊弉諾尊目此国曰。日本者浦安国。」とあり、他の文献にも日本国の別称として「浦安国」とあることから、神祇の安寧慰撫と国の平穏無事が、題名である「浦安」の語に込められている。

### 楽器
使用する楽器は神楽笛、篳篥、箏、太鼓である。太鼓は雅楽用の物（釣太鼓）を用いるのが主とされるが、一般的な太鼓でも差し支えないとされる。太鼓は拍子を取るのに用いられるが、太鼓がない場合は笏拍子を用いる。使用する笛に関しては神楽笛を用いることが厳重に指導されており、龍笛、篠笛等の笛は用いてはならないとされる（そもそも神楽笛以外の笛は音域が合わず、吹奏に適切ではない）。また、弦楽器に関しては当初は和琴・楽箏両方の譜面が用意されたが、俗箏でも構わないとされたことから箏での演奏が普及し、現在に至っている。

### 装束
装束は女房装束を下地に製作された、昭和15年に制定されたものが正式とされる（あこめ装束または本装束と呼称する）。単、衵（あこめ）、小忌衣（おみごろも）、裳（も）、緋袴で構成され、扇舞で用いる檜扇を採物として手に取る。特に青摺の小忌衣を着用する点が、この舞が神祇祭祀に特化されたものであることを物語っている。

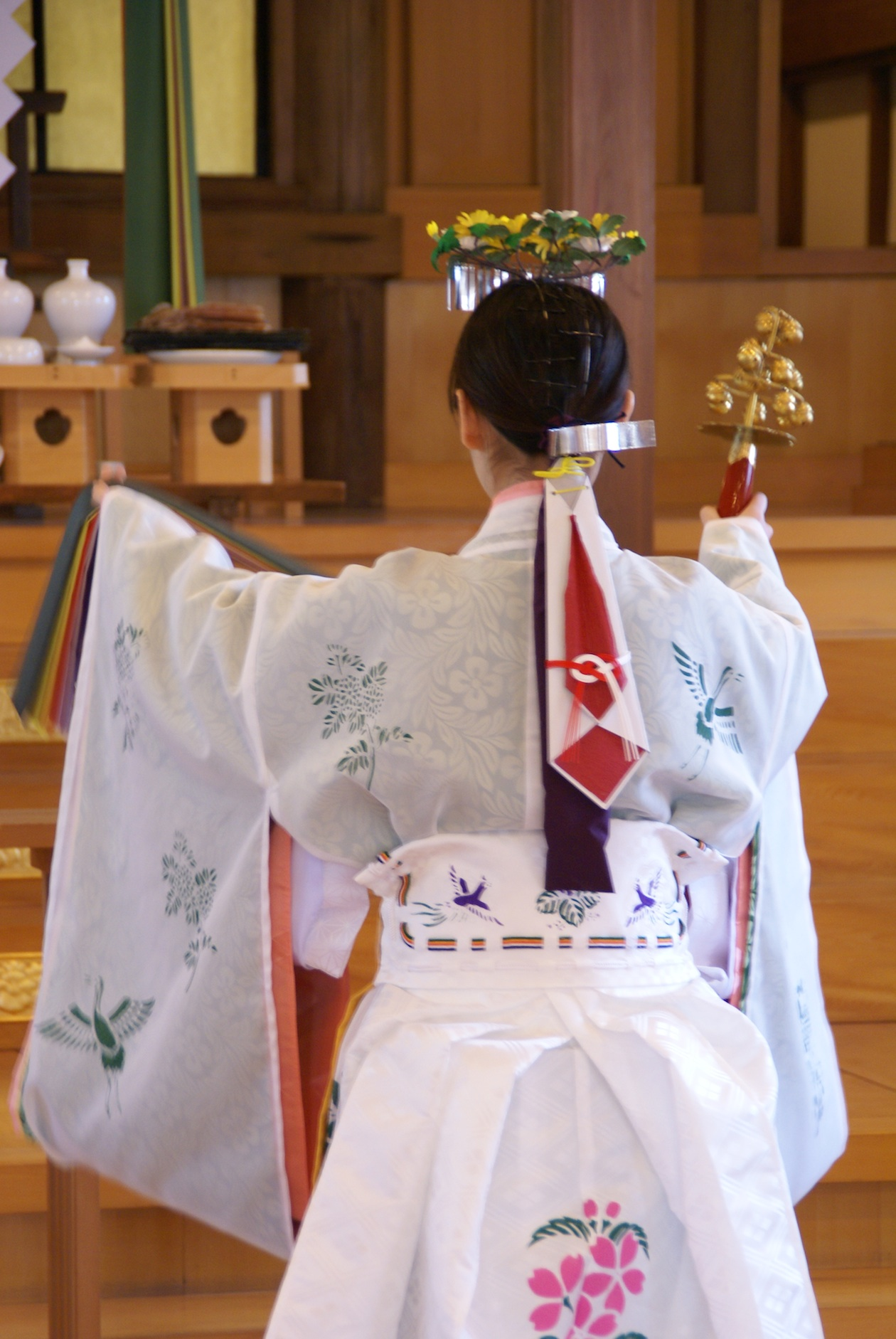
後ろ姿（本装束）

鈴舞で用いる鈴は、舞の途中で檜扇と持ち替える。また、額には花簪若しくは前天冠を著け、髪は後ろで束ねて絵元結（熨斗紙・水引・丈長を組み合わせた装飾）を結ぶ。髪が短い場合は髢（かもじ）を付ける。

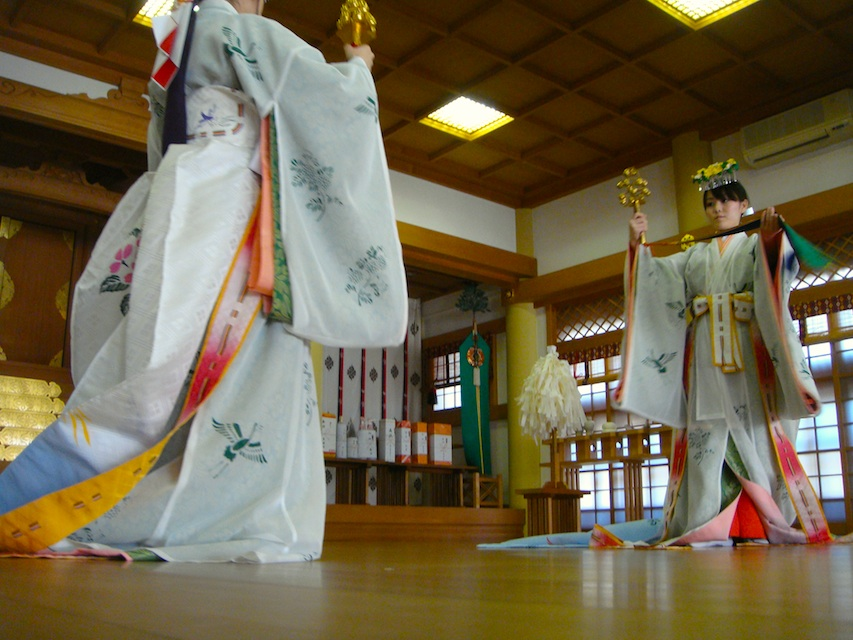
鈴舞（本装束）

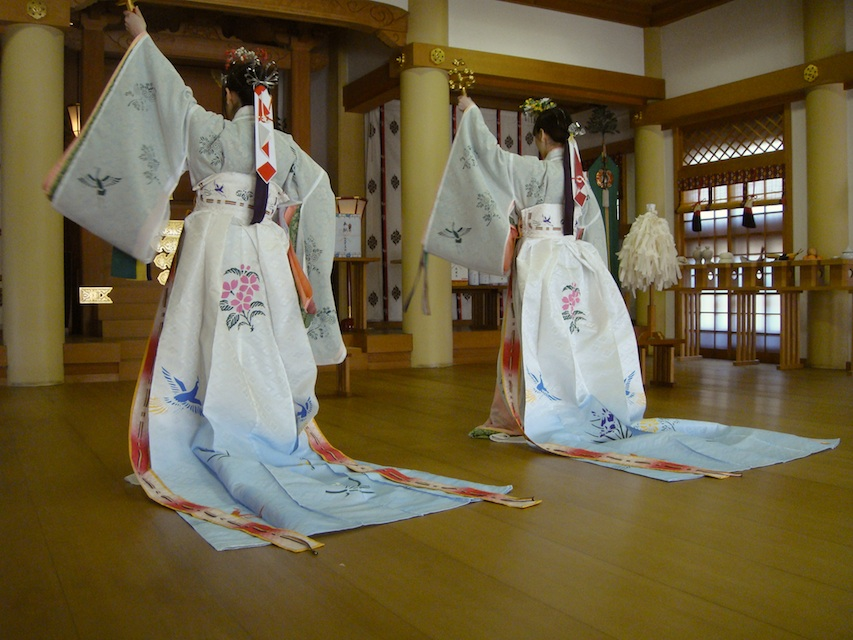
鈴舞（本装束）

#### 略装束
装束については、千早と緋袴を略の装束としている。千早の青摺模様は松鶴をあしらったものが多いが、浦安の舞の略装束として、菊の青摺模様をあしらった「浦安柄」と称する千早も用意されている。神社によっては檜扇の代りに、俗楽の舞踊の舞扇に檜扇と同様の飾り紐を付けたもので舞う場合もある。
なお、合繊の略装束は比較的安価で、比較的軽量であること、子供用も用意されていることから、年少者が舞う場合はほとんどが略装束となる。

### 鈴
鈴については鉾鈴を正式とし、神楽鈴を代用してもよいこととなっている。
- 鉾鈴は柄に20cm程の鉾と鍔が付けられ、鍔の部位に6個、または8個の鈴が付けられる。これは三種の神器を模したものであり、鉾は天叢雲剣、鍔は八咫鏡、鈴は八尺瓊勾玉とされる。
- 神楽鈴は輪が3つ付けられ、上から3個、5個、7個の鈴が付けられる。これは稲穂を模したものであり、五穀豊穣の祈願の意味がある。

どちらの鈴にも柄の端には5尺から6尺の五色の鈴緒が付けられる。

### 化粧について
舞姫の化粧については特に規程はなく、一般的に女性が普通に施す程度である場合が多い。各神社や地域ごとによって、顔に白粉（おしろい）を塗ったり、目元を強調したりといった特色ある例が散見される。

## 備考

### 本装束の浦安の舞が見られる祭祀等
鑑賞、撮影可能なもの　※は氏子等の少女が奉仕
- 北海道
  - 6月14～15日：例祭 - 北海道神宮（札幌市中央区）
  - 8月24日～25日宵宮祭　例大祭 - 和寒神社（和寒町）舞姫により奉納
- 東北
  - 9月14～16日：白河提灯まつり - 鹿嶋神社（白河市、2年に1度、次回は2009年）※
- 北関東
  - 4月19日、10月19日：例大祭 - 倉賀野神社（高崎市）※
  - 4月25日、10月25日：例大祭 - 唐沢山神社（佐野市）※
  - 5月上旬：雅楽鑑賞の夕べ - 群馬県護国神社（高崎市）
  - 10月上旬：雅楽秋の演奏会 - 貫前神社（富岡市）
  - 10月上旬：例大祭 - 八幡神社（深谷市）※（単、衵は省略）
  - 10月下旬：大杉祭 - 大杉神社（稲敷市）※
  - 11月中旬：舞楽祭 - 笠間稲荷神社（笠間市）
- 南関東
  - 3月下旬〜4月上旬：観桜会 - 阿佐ヶ谷神明宮（杉並区）
  - 5月15日：例大祭 - 神田神社（千代田区）（例大祭は毎年この日に固定）
  - 7月上旬：雅楽の夕べ - 大宮八幡宮（杉並区）
  - 8月中旬：例祭 - 寒川神社（千葉市中央区）
  - 9月13日：十二社はだか祭り - 玉前神社（一宮町）※
  - 9月下旬：秋季大祭 - 香取護国神社（香取市）（香取神宮の巫女が奉納）
  - 11月1日：例大祭 - 大宮神社（市原市）※
  - 12月頃：神楽舞公演 - 明治神宮会館ホール（渋谷区、2年に1度、入場有料）
- 中部
  - 元旦：元旦祭 - 富士山本宮浅間大社（富士宮市）
  - 2月10～11日：鬼祭 - 安久美神戸神明社（豊橋市）※(厚化粧)
  - 4月第2週日曜日：例大祭 - 素盞鳴神社（蒲郡市）※
  - 8月15～16日：三島夏祭り - 三嶋大社（三島市）
  - 9月第3週または第5週土・日曜：例大祭 - 小坂諏訪神社（長野県山形村）
  - 9月第二土・日曜：例祭 - 牟礼神社（長野県飯綱町）
  - 9月第三日曜：例大祭 - 事任八幡宮（静岡県掛川市）
  - 6月5日：例大祭（祭礼） - 魚津神社（魚津市）
  - 9月13日：例祭 - 高瀬神社（南砺市）
    - 9月26～27日:例大祭-沙田神社　(長野県松本市島立)

  - 10月第一金～日曜 ： 飽波神社例祭 - 飽波神社 （藤枝市） ※
  - 10月第一金～日曜(月曜)：掛川祭(3年に1度は掛川大祭) - 龍尾神社・神明宮・利神社（静岡県掛川市）
  - 11月4日：例祭 - 富士山本宮浅間大社（静岡県富士宮市）
- 京都府
  - 元旦：元旦祭 - 平安神宮（京都市左京区）
- その他の近畿
  - 3月上旬：てんま天神梅まつり - 大阪天満宮（大阪市北区）
  - 4月上旬：吉川八幡神社 春大祭 - 吉川八幡神社（大阪府豊能町吉川）
  - 4月4日：神楽祭 - 佐備神社（富田林市）
  - 9月9日：重陽祭 - 天河大辨財天社（奈良県）
  - 9月9日：宵宮祭 - 志都美神社（奈良県香芝市）※
  - 9月15日：放生祭 - 吉川八幡神社（大阪府豊能町吉川））
  - 9月下旬：雅楽の夕べ - 生田神社（神戸市中央区）
  - 10月12日：秋季例大祭 - 吉川八幡神社（大阪府豊能町吉川））
  - 10月20日：秋季大祭 - 大阪護国神社（大阪市住之江区）
  - 10月19日：とこしえ秋祭り - 高津宮（大阪市中央区）

- 中国
  - 5月下旬：万灯みたま祭り - 広島護国神社（広島市中区）
  - 9月中旬：浦安の舞 - 美保神社（松江市）※
  - 10月上旬：浦安の舞 - 市内の各神社　(呉市)　※
  - 10月15日：浦安の舞　- 田原神社（春日神社）（松江市）
- 四国
  - 1月10日：初十日祭 - 金刀比羅宮（琴平町）
  - 9月中旬：秋季例大祭 - 大野原八幡神社（観音寺市）
  - 9月下旬：観月神楽の夕べ - 野村三嶋神社（西予市）※
  - 10月14日：宵宮・礼大祭 - 坂出八幡宮（坂出市）
  - 10月後半：坂出塩竃神社（坂出市）
- 九州
  - 7月10日：献花献茶式 - 櫛田神社（福岡市博多区）
  - 9月25日：千灯明 - 太宰府天満宮（太宰府市）
  - 4月下旬：春季例大祭 - 金屋神社（長崎県波佐見町）※

### 装束に関して
本装束は高額であり、転用も利かないため経済的な側面でこれを調達できる神社は限られる。また、ほとんどが成人女性用に仕立てられるため、装束の重量や小忌衣や裳の長さの点で後述の略装束よりも舞の難易度（手振り・裳の捌き方など）が高くなる。そのため、年少者が本装束を着用して舞うのは希少な例といえる。